# Jorge López de Castilla
Jorge Alonso Tadeo López de Castilla Farfán es un futbolista peruano. Juega de defensa y actualmente juega por el Club Juan Aurich que participa en la Segunda División Peruana.

## Trayectoria
en 2015 empezó su carrera con Universitario sub-20.
En 2016 empezó el fútbol profesional jugando por Willy Serrato.
En 2017 jugó por el club Deportivo Municipal.
En 2018 fichó por el Club Sport Victoria.
En 2019 jugó por Sport Loreto y un año después se quedaria sin club.
En 2021 jugó por Colegio Comercio.
En 2022 empezó a jugar por Juan Aurich.
En el 2023 fue campeón de la Liga 2 con el Comerciantes Unidos al quedar primera en la tabla acumulada, por lo cual conseguiría el ascenso a la Liga 1.

## Clubes
| Club                | País | Año  |
| ------------------- | ---- | ---- |
| Willy Serrato       | Perú | 2016 |
| Deportivo Municipal | Perú | 2017 |
| Club Sport Victoria | Perú | 2018 |
| Sport Loreto        | Perú | 2019 |
| Colegio Comercio    | Perú | 2021 |
| Juan Aurich         | Perú | 2022 |
| Comerciantes Unidos | Perú | 2023 |
| Scratch FC          | Perú | 2024 |

## Palmarés

### Campeonatos nacionales
| Título | Club                | País | Año  |
| ------ | ------------------- | ---- | ---- |
| Liga 2 | Comerciantes Unidos | Perú | 2023 |